# Steven C. Pieper
Steven Charles Pieper (* 25. April 1943 in Oceanside, New York; † 2018) war ein US-amerikanischer theoretischer Kernphysiker.

## Leben
Pieper studierte an der University of Rochester (Bachelor 1965) und promovierte 1970 an der University of Illinois at Urbana-Champaign. Als Post-Doktorand war er zwei Jahre an der Case Western Reserve University und war danach ab 1972 am Argonne National Laboratory, wo er seit 1996 Senior Physicist ist. 1987 bis 1990 leitete er dort die Abteilung Theoretische Physik. 1988 war er an der University of Illinois und 1989 an der Universität Pisa.
Pieper befasste sich mit kernphysikalischen Vielteilchenproblemen seit seiner Dissertation (über das Dreikörper-Streuproblem von Nukleonen am Deuteron). Er ist Mitautor des Schwerionen-Streuprogramms Ptolemy. In der Berechnung der Schwerionen-Kernreaktionen und Streuung verwendete er DWBA (Distorted Wave Born Approximation) und Verfahren gekoppelter Kanäle. Ab Anfang der 1980er Jahre arbeitete er mit Vijay Pandharipande und Robert B. Wiringa (ebenfalls Argonne) an Quanten-Monte-Carlo-Rechnungen in der Kernphysik und bei Tropfen von flüssigem Helium. Verwendet wurden in der Kernphysik Variations-MC-Verfahren (womit er mit Pandharipande und Wiringa 1990 den Grundzustand des Sauerstoff-16-Kerns untersuchte) und Greensfunktions-MC-Verfahren. Damit berechnete er mit Kollegen erfolgreich Eigenschaften leichter Kerne (bis Kohlenstoff-12), zum Beispiel mit dem von Pandharipande und Kollegen weiterentwickelten Greensfunktions-MC-Verfahren (mit Dreinukleonenkräften der Illinois-Gruppe von Pandharipande und der Zweinukleonenkraft in der Form Argonne-v18), das er auf leistungsstarke Supercomputer übertrug.
2010 erhielt er mit Wiringa den Tom-W.-Bonner-Preis für Kernphysik. 2000 erhielt er die Medaille der Universität Chicago für herausragende Arbeit am Argonne Labor. Er war ab 1996 Fellow der American Physical Society.
Er war ab 1965 verheiratet und hatte drei Kinder.
Er arbeitete auch viel mit Joseph Carlson zusammen (Monte Carlo Berechnungen leichter Kerne).

## Schriften
- Monte Carlo Calculations of nuclei, in Navarro, Polls (Hrsg.) Microscopic quantum many body theories and their applications, Springer, Lecturenotes in Physics Band 510, 1998
- mit Wiringa: Quantum Monte Carlo Calculations of light nuclei. Annual Review Nuclear and Particle Science, Band 51, 2001, S. 53–90.
- Pieper Quantum Monte Carlo Calculations of light nuclei, Enrico Fermi School 2007